# Uomini e topi (film 1992)
Uomini e topi (Of Mice and Men) è un film del 1992 diretto e interpretato da Gary Sinise, tratto dall'omonimo romanzo di John Steinbeck.

## Trama
Il film è incentrato sulle vicende di due braccianti, Lennie e George, che negli anni trenta, in piena depressione, vivono on the road, spostandosi di ranch in ranch in cerca di lavoro. Il primo ha il cervello di un bambino ma la forza di un maciste; l'altro tenta di proteggerlo dagli ostacoli della vita. Difficoltà che non tarderanno ad arrivare, vista la facilità con cui Lennie si caccia nei guai. Approdati in un'ultima fattoria, Lennie, attratto dalla seducente moglie del figlio del capo, ed incapace di controllare la propria forza, accidentalmente la uccide. George, straziato dal dolore, pur di non abbandonare l'amico al linciaggio, decide di porre fine alla sua esistenza.

## Distribuzione
Uscito in Italia nel novembre 1992, e in settembre presentato al Festival internazionale del film di Toronto in Canada, il film rivede riuniti Sinise e Malkovich dopo il film Gli irriducibili, debutto alla regia dello stesso Sinise. La pellicola, presentata in concorso al 45º Festival di Cannes, ottenne un ottimo successo di critica e pubblico. Attualmente rappresenta l'ultima trasposizione cinematografica del romanzo, in ordine di tempo, dopo il film per il cinema diretto da Lewis Milestone e il film tv del 1981 con protagonisti Randy Quaid e Robert Blake.

## Colonna sonora
Le musiche del film sono composte principalmente da Mark Isham, dirette da Ken Kugler e sono interamente strumentali.
Lista tracce

1. The Train 1:38
2. Red Dress 2:59
3. Soledad 1:15
4. Guys Like Us 2:01
5. The Bunkhouse 0:56
6. After Supper 0:44
7. The Puppy 0:46
8. Buckin' Barley 2:20
9. Candy's Loss 0:57
10. Flight 1:06
11. The Dream 1:29
12. The Hope 1:09
13. Curly's Wife 1:19
14. Pigeons 0:38
15. Discovery 1:21
16. River Run 3:13
17. George And Lennie 2:03
18. Of Mice And Men (End Titles) 3:33